# Anders Grönlund
Anders Grönlund (25 aprile 1943 – 2 settembre 2024) è stato un cestista svedese.

## Carriera
Con la Svezia ha disputato due edizioni dei Campionati europei (1965, 1969).